# Bill Walton
William Theodore Walton III. (* 5. November 1952 in La Mesa, Kalifornien; † 27. Mai 2024 in San Diego, Kalifornien) war ein US-amerikanischer Basketballspieler. Er spielte zwischen 1974 und 1987 in der nordamerikanischen Profiliga NBA bei den Portland Trail Blazers, San Diego Clippers und Boston Celtics. Walton gilt als einer der besten Center der NBA-Geschichte, obwohl er einen Großteil seiner Karriere von Verletzungen geplagt wurde. In der Saison 1976/77 führte er die Trail Blazers zu ihrer ersten und bislang einzigen NBA-Meisterschaft, ein Jahr später gewann er die Auszeichnung zum Most Valuable Player (MVP).

## Karriere
Bill Walton wurde als Sohn eines Sozialarbeiters und einer Bibliothekarin in La Mesa, einem Vorort von San Diego, geboren. Wegen seiner roten Haare bekam er den Spitznamen redhead (dt. „Rotschopf“). Waltons Basketballkarriere begann an der Helix Highschool in seiner Heimatstadt. Dort spielte er zusammen mit seinem älteren Bruder Bruce. Seine herausragenden Fähigkeiten brachten ihm schnell die Aufmerksamkeit dutzender Universitäten, die ihn für ihr Team gewinnen wollten. Am Ende entschied er sich aufgrund der Trainerpersönlichkeit John Wooden für die University of California, Los Angeles.
In jeder seiner drei Spielzeiten an der UCLA (1971/72 bis 1973/74) – er studierte vier Jahre, aber Freshmen war zu jener Zeit die Teilnahme am Spielbetrieb untersagt – wurde Walton als bester College-Spieler des Landes ausgezeichnet. Zweimal gewannen die UCLA Bruins die NCAA Division I Basketball Championship (1972 und 1973) und hatten zwischenzeitlich einen Lauf von 88 Siegen in Folge. Im Finale der Meisterschaft 1973 erzielte Walton 44 Punkte, wobei er 21 seiner 22 Würfe aus dem Feld traf. Es gilt bis heute als die größte Leistung der College-Meisterschaftsrunde.
Während seiner Studentenzeit wurde Walton Teil der Studentenbewegung der 1970er, insbesondere der Vietnamkriegsgegner. Er nutzte auf diese Weise seinen Einfluss als einer der populärsten Sportler der USA. Zu seinem Umfeld gehörten auch Leute, die später mit der Bankräuberin Patty Hearst in Verbindung gebracht wurden. Als er mit einer Gruppe von Aktivisten das Verwaltungsgebäude der UCLA besetzte, wurde er verhaftet.
Im NBA-Draft 1974 wurde Walton von den Portland Trail Blazers an erster Stelle gewählt. Nach einer verletzungsgeplagten Rookie-Saison führte Walton die Blazers 1977 nicht nur zur ersten Playoff-Teilnahme der Vereinsgeschichte, sondern direkt zum NBA-Titel, und wurde für seine Leistung in den Finals mit dem NBA Finals MVP Award ausgezeichnet. Ein Jahr später bekam er seine erste und einzige Auszeichnung zum MVP der NBA, nachdem er 1977 die Wahl als Zweiter hinter Kareem Abdul-Jabbar verloren hatte. Die gesamte Saison 1978/79 musste Walton jedoch aufgrund seiner Knie-Probleme aussetzen. Die Spannungen, die sich daraufhin zwischen Walton und Teamoffiziellen aufbauten, führten dazu, dass Walton einen Wechsel verlangte und am 13. Mai 1979 bei seinem Heimatteam, den San Diego Clippers, unterschrieb.

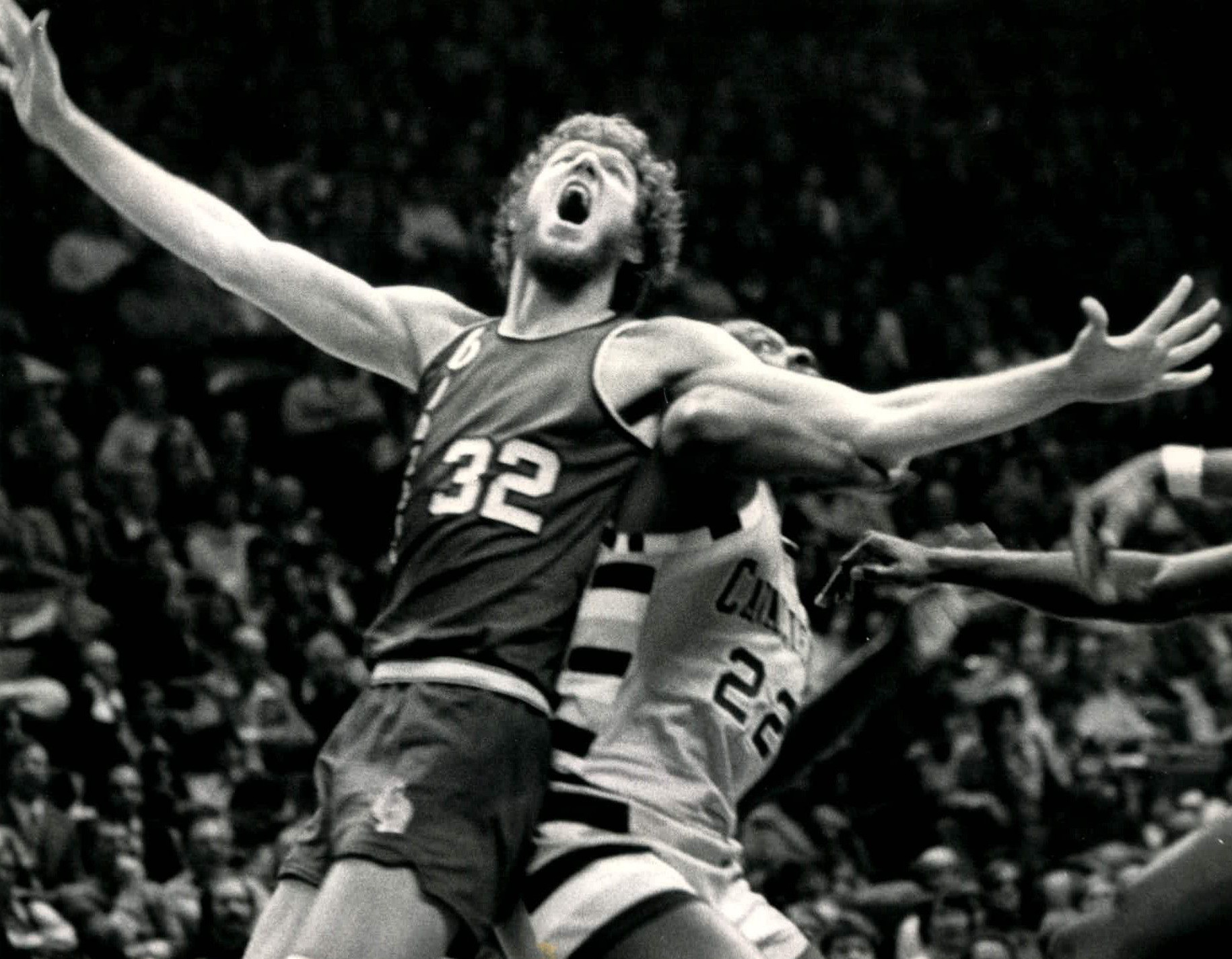
Walton bei den Portland Trail Blazers, 1977

Walton spielte fünf Jahre für die Clippers, konnte aber zu keinem Zeitpunkt die hohen Erwartungen seiner Heimatstadt erfüllen. Verletzungen zwangen ihn immer wieder dazu, einen Großteil der Saison auszusetzen. So wechselte er am 6. September 1985 auf Wunsch von Larry Bird zu den Boston Celtics. Dort war er von vornherein als Bankspieler eingeplant. Walton profitierte von der physischen Entlastung und absolvierte in der Saison 1985/86 erstmals 80 reguläre Saisonspiele. Für seine Leistungen gewann er in diesem Jahr den NBA Sixth Man of the Year Award und half den Celtics zur Meisterschaft 1986.
Nach der darauffolgenden Saison, in der er aufgrund von erneuten Verletzungen am Knie nur an zehn Spielen teilnehmen konnte, beendete er seine aktive Basketball-Karriere. Nachdem er lange Zeit seines Lebens gestottert hatte, konnte er sich dies durch die Hilfe von TV-Kommentator Marty Glickman abgewöhnen.
1993 wurde Walton für seine Karriereleistung als Spieler in die Naismith Memorial Basketball Hall of Fame aufgenommen. Später arbeitete er als TV-Kommentator für die Fernsehsender ESPN, ABC, CBS und NBC.
Sein Sohn Luke spielte ebenfalls viele Jahre in der NBA, unter anderem für die Los Angeles Lakers, zu denen er von 2016 bis 2019 als Trainer zurückkehrte. Seine weiteren Söhne Chris, Nate und Adam spielten Collegebasketball, schafften den Sprung in den Profibereich jedoch nicht.
Im Jahre 2017 trat Bill Walton im Musikvideo zur Single Swish Swish von Katy Perry und Nicki Minaj an der Seite von Rich Eisen auf.
Walton starb am 27. Mai 2024 in seinem Zuhause im kalifornischen San Diego im Alter von 71 Jahren an den Folgen einer Erkrankung an Darmkrebs.